# Tasiocera (Dasymolophilus) probosa
Tasiocera (Dasymolophilus) probosa is een tweevleugelige uit de familie steltmuggen (Limoniidae). De soort komt voor in het Afrotropisch gebied.